# Shahpours triumf vid Naqsh-e Rostam

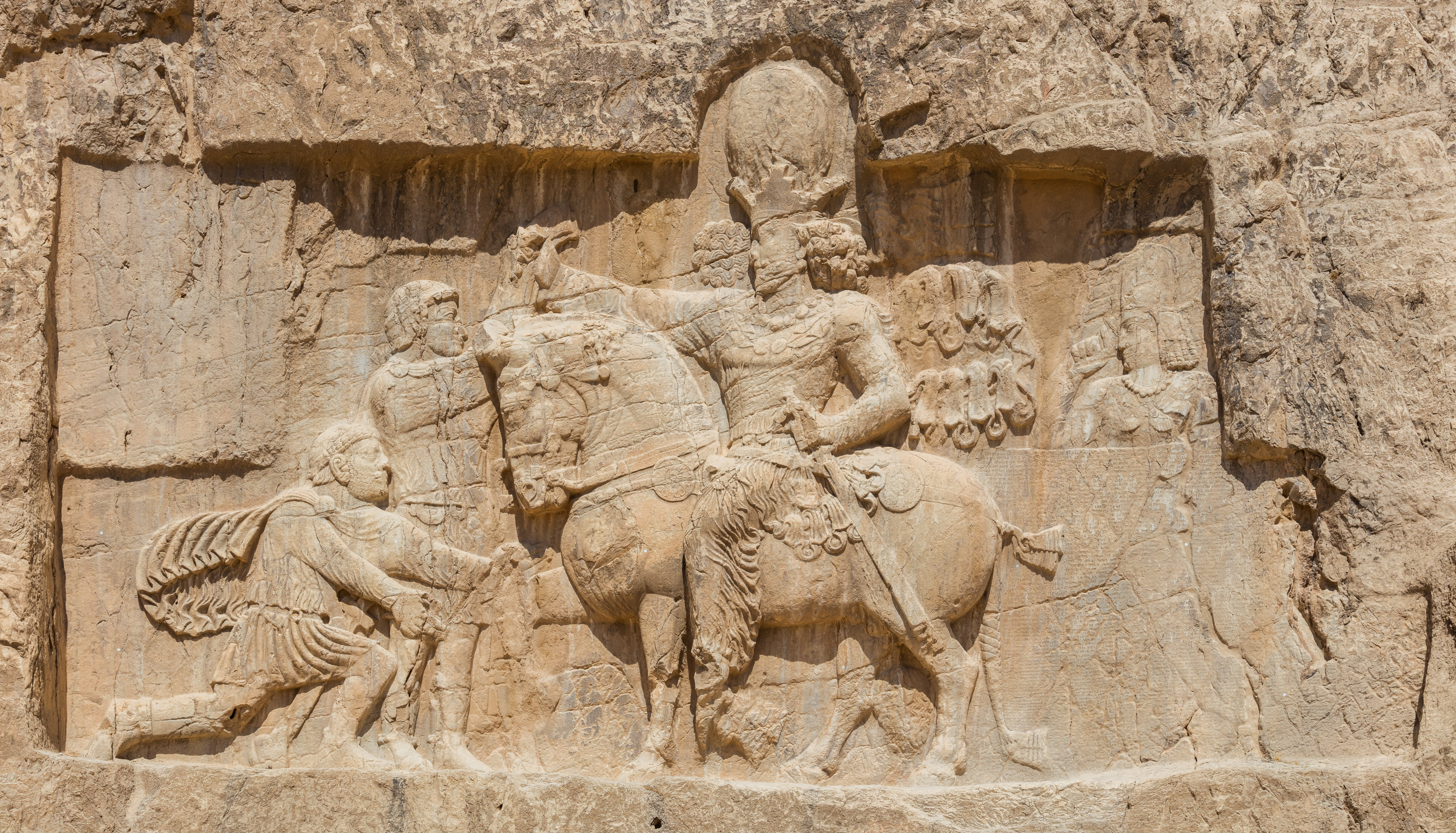
Shapurs triumf vid Naqsh-e Rostam.

Shahpours triumf vid Naqsh-e Rostam är en av åtta sasanidiska hällristningar som har huggits i klippan under de akemenidiska gravarna, belägna tre kilometer norr om Persepolis.
Reliefen skildrar en känd scen där den romerske kejsaren Valerianus knäböjer framför Shahpour I och ber om nåd. Shahpour besegrade Valerianus vid slaget om Edessa där hela den romerska armén tillintetgjordes och Valerianus blev Shahpours fånge. Detta var den första och enda gång som en romersk kejsare blivit tillfångatagen. Kejsaren Filip Araben står upp och Gordianus III ligger död vid Shahpours häst. Det finns en grekisk inskrift under hästen men den är skadad. Det tros även att det fanns två inskriptioner i språken medelpersiska och partiska som nu är förstörda.